# Dietrich Prinz
Dietrich Günther Prinz (* 28. März 1903 in Berlin; † Dezember 1989 in Manchester) war ein deutsch-britischer Computerwissenschaftler, in der englischsprechenden Welt auch unter der Namensschreibung Dietrich Gunter Prinz bekannt.
Er war ein Pionier des Computerschachs. Im November 1951 gelang es ihm, während seiner Arbeit an der Universität Manchester, ein Schachprogramm zu schreiben, das in der Lage war, eine zweizügige Mattaufgabe zu lösen.

## Leben
Dietrich Günther Prinz wurde elf Jahre vor dem Ersten Weltkrieg als Sohn von Georg und Erna Prinz im Deutschen Kaiserreich geboren. Nach dem Krieg, in den 1920er-Jahren, studierte er Mathematik und Physik an der Humboldt-Universität zu Berlin. Er hörte Vorlesungen unter anderem bei Albert Einstein und bei Max Planck. Nach seiner Promotion arbeitete er von 1930 bis 1935 bei Telefunken und meldete während dieser Zeit mehrere Patente an, wie beispielsweise zur Synchronisierung der Bild- und Zeilenfrequenz in Fernsehgeräten.
Aufgrund der immer stärker werdenden Diskriminierung durch den Nationalsozialismus sah er sich wegen seiner jüdischen Abstammung gezwungen, Deutschland zu verlassen und ging 1935 ins Vereinigte Königreich. Am 16. Januar 1936 wurde er neuer Mitarbeiter in den Forschungslaboratorien der General Electric Company (GEC) in Wembley. Dort entwickelte er unter anderem Elektronenröhren. Mit Ausbruch des Zweiten Weltkriegs wurde er als nun „feindlicher Ausländer“ nach Kanada deportiert und dort interniert.
Nach dem Krieg, im Jahr 1945, durfte er zurückkehren und bekam zunächst eine Anstellung bei der Bowen Instrument Company in Leeds. Im Jahr 1947 nahm er die britische Staatsbürgerschaft an und wechselte beruflich nach Manchester zur Firma Ferranti (1885–1993), einem damals sehr bedeutenden britischen Elektrotechnik- und Elektronik-Unternehmen und Hersteller einer breiten Palette von Geräten, wie beispielsweise Radargeräten und Fluginstrumenten sowie Rundfunk- und Fernsehgeräten. Ein modernes Arbeitsgebiet dort waren Computer, wie der Ferranti Mark I, der erstmals im Jahr 1951 zum Stückpreis von 85.000 Pfund Sterling ausgeliefert wurde. Er bestand aus über 4000 Elektronenröhren, verwendete einen Lochstreifenleser zur Befehls- und Dateneingabe, verfügte über 50 Befehle, 8 Indexregister und einen Arbeitsspeicher für 256 Datenwörter.
|   | a | b | c | d | e | f | g | h |   |
| 8 |   |   |   |   |   |   |   |   | 8 |
| 7 |   |   |   |   |   |   |   |   | 7 |
| 6 |   |   |   |   |   |   |   |   | 6 |
| 5 |   |   |   |   |   |   |   |   | 5 |
| 4 |   |   |   |   |   |   |   |   | 4 |
| 3 |   |   |   |   |   |   |   |   | 3 |
| 2 |   |   |   |   |   |   |   |   | 2 |
| 1 |   |   |   |   |   |   |   |   | 1 |
|   | a | b | c | d | e | f | g | h |   |

Das Matt in zwei Zügen, das Prinz im Jahr 1951 programmierte, gilt als das erste durch einen Computer gelöste Schachproblem.
Im selben Jahr schrieb Prinz ein erstes Schachprogramm für diesen Computer, der etwa 1000 Operationen pro Sekunde ausführen konnte. Das Programm lief erstmals im November 1951. Aufgrund der damaligen technischen Einschränkungen, war es noch nicht möglich, ein voll spielfähiges Programm zu realisieren. Daher beschränkte er sich auf die maschinelle Lösung einer Mattaufgabe (Bild). Sein Programm prüfte systematisch jeden möglichen Zug für Weiß und für Schwarz, was in Summe mehrere Tausende Züge umfasste, bis die Lösung (1. Th6 mit Matt im nächsten Zug) nach etwa 15 Minuten gefunden wurde.
In dieser Zeit war Baron Bowden für den Vertrieb der Ferranti-Computer verantwortlich. Im Jahr 1953 war er der Herausgeber von Faster than Thought (deutsch „Schneller als der Gedanke“), dem Tagungsband zu einem Symposium über digitale Rechenmaschinen. Im Abschnitt The Manchester University Machine sind darin auch Prinz’ Arbeiten beschrieben (siehe auch: Literatur).
Dietrich Prinz war verheiratet mit Käthe Anna Hedwig Prinz. Aus der Ehe gingen zwei Kinder hervor: Jonathan Franklin Prinz (* 1953) und Daniela Prinz Derbyshire (* 1963). Dietrich Prinz wurde 86 Jahre alt.

## Schriften (Auswahl)
- Contributions to the Theory of Automatic Controllers and Followers. Journal of Scientific Instruments, 1944.
- Introduction to Programming on the Manchester Electronic Digital Computer. 1951.
- Robot Chess. 1952.
- The Use of General Computers for Solving Logical Problems. 1953.